# 利瑟尼希
利瑟尼希是德国莱茵兰-普法尔茨州的一个市镇。总面积8.76平方公里，总人口300人，其中男性138人，女性162人（2011年12月31日），人口密度34人/平方公里。